# Uwikłani (serial telewizyjny)
Uwikłani – polski telewizyjny serial kryminalny w reżyserii Olgi Chajdas, Anny Jadowskiej i Łukasza Wiśniewskiego, wyprodukowany przez Constantin Entertainment dla Telewizji Polskiej, emitowany od 4 marca do 24 czerwca 2015 w TVP1. Okres zdjęciowy: 8 stycznia–2 lutego 2015.
Każdy odcinek serialu stanowi zamkniętą historię, przedstawiającą losy bohatera uwikłanego w przestępstwo. W produkcji przedstawiono m.in. Tomasza, który budzi się w łóżku z kochanką i dowiaduje się, że zabił człowieka; Joannę, która jest świadkiem zabójstwa sąsiadki, którą później widzi żywą; policjantki Izy, zawieszonej za strzelenie do mężczyzny.
Został zrealizowany na podstawie formatu niemieckiego In Gefahr, emitowanego od sierpnia 2014. W przeciwieństwie do pierwowzoru, w którym występowali głównie amatorzy, w Uwikłanych zagrali aktorzy zawodowi. Serial zrealizowała dla TVP firma Constantin Entertainment, produkująca również In Gefahr dla Sat.1.
Serial emitowany był w środy o godz. 20:25. Pierwszy odcinek obejrzało 1,7 mln widzów, a średnia oglądalność pierwszych ośmiu odcinków Uwikłanych wyniosła 1,03 mln osób. Ze względu na niezadowalające wyniki oglądalności Telewizja Polska nie zdecydowała się na kontynuację serialu.

## Obsada
- Marcin Czarnik – Tomasz Urbanek (odc. 1)
- Przemysław Sadowski – Adam Bratkowski (odc. 2)
- Olga Frycz – Łucja Wagner (odc. 3)
- Anna Mucha – sierżant Iza Filipiak (odc. 4)
- Marcin Bosak – Maciej Roguski (odc. 5)
- Katarzyna Warnke – Nina Szulińska (odc. 6)
- Kamila Baar – Agnieszka Bogusz (odc. 7)
- Piotr Ligienza – Janusz Malak (odc. 8)
- Marieta Żukowska – Joanna Marecka (odc. 9)